# Daren Puppa
Daren James Puppa (* 23. März 1965 in Kirkland Lake, Ontario) ist ein ehemaliger kanadischer Eishockeytorwart, der von 1985 bis 2000 für die Buffalo Sabres, Toronto Maple Leafs und Tampa Bay Lightning in der National Hockey League spielte.

## Karriere
Als Junior studierte er am Rensselaer Polytechnic Institute und spielte für dessen Team in der National Collegiate Athletic Association. Beim NHL Entry Draft 1983 wählten ihn die Buffalo Sabres in der vierten Runde als 75. aus. Dies war überraschend, denn kaum ein Scout hatte ihn auf seinem Zettel. Den Tipp hatte Buffalos General Manager Scotty Bowman von Ralph Backstrom erhalten, der ein Cousin von Puppas Vater ist.
Zu seinem Debüt in der NHL kam er in der Saison 1985/86. Nach einigen Spielen in der American Hockey League bei den Rochester Americans holte man Puppa in die NHL und wollte Stammtorwart Tom Barrasso schonen. Beim amtierenden Stanley-Cup-Sieger, den Edmonton Oilers, hatte man sich nicht viel ausgerechnet. Der junge Torwart überraschte und hielt sein Tor sauber, und die Sabres gewannen 2:0. Dennoch gelang ihm nicht der Durchbruch bei den Sabres, und er blieb nur der dritte Torwart. Erst als Barrasso zu den Pittsburgh Penguins gewechselt war, schaffte er es, sich den Platz des Stammtorhüters zu erkämpfen. Endlich in dieser Position überzeugte er in der Saison 1989/90. Er wurde ins Second All-Star Team gewählt, nahm am All-Star Game teil und landete hinter Patrick Roy auf Platz zwei bei der Wahl zur Vezina Trophy. In den kommenden Jahren konnte er das hohe Niveau nicht konstant halten. Im Laufe der Saison 1992/93 wurde er zusammen mit Dave Andreychuk und einem Draftrecht, mit dem die Sabres Kenny Jönsson holten, an die Toronto Maple Leafs abgegeben. Im Gegenzug kam Grant Fuhr nach Buffalo.
Die Maple Leafs schützen ihn beim NHL Expansion Draft 1993 nicht, und so kam er über den Umweg der Florida Panthers zu den Tampa Bay Lightning. Im neuen Team war er ein ordentlicher Rückhalt. Besonders in der Saison 1995/96 zeigte er starke Leistungen und war auch wieder im Kreise der Nominierten für die Vezina Trophy. Doch Rückenbeschwerden plagten ihn seit dem Trainingslager im Sommer 1996. Er konnte keine der folgenden Spielzeiten durchgängig spielen, und so entschied er sich nach fünf Spielen in der Saison 1999/2000 seine Karriere zu beenden.

## Erfolge und Auszeichnungen
| - 1984 NCAA East Second All-American Team - 1985 ECAC All-Tournament Team MVP - 1987 Calder-Cup-Gewinn mit den Rochester Americans | - 1987 AHL First All-Star Team - 1990 Teilnahme am NHL All-Star Game - 1990 NHL Second All-Star Team |